# Estholm (vid Käldinge, Nagu)
Estholm är en ö i Finland. Den ligger i Skärgårdshavet i Pargas stad i den ekonomiska regionen  Åboland i landskapet Egentliga Finland, i den sydvästra delen av landet. Ön ligger omkring 3 kilometer nordväst om Pensar, 10 kilometer öster om Nagu kyrka, 34 kilometer söder om Åbo och omkring 160 kilometer väster om Helsingfors. Närmaste allmänna förbindelse är förbindelsebryggan vid Pensar som trafikeras av M/S Nordep. 
Öns area är 3,8 hektar och dess största längd är 320 meter i öst-västlig riktning. Närmaste större samhälle är Nagu, 9,6 km väster om Estholm.